# Diaphorus variabilis
Diaphorus variabilis är en tvåvingeart som beskrevs av Van Duzee 1915. Diaphorus variabilis ingår i släktet Diaphorus och familjen styltflugor. Inga underarter finns listade i Catalogue of Life.